# Whakataki (fleuve)
Le fleuve Whakataki (en anglais : Whakataki River )  est un cours d’eau  du sud de la région de Hawke's Bay dans l’Île du Nord de la Nouvelle-Zélande

## Géographie
Elle s’écoule vers le sud  avant de tourner vers l’est pour atteindre l’Océan Pacifique à cinq kilomètres au nord de la ville de Castlepoint.